# 超昂閃忍ハルカ
『超昂閃忍ハルカ』（ちょうこうせんにんハルカ）は、2008年2月29日にアリスソフトより発売されたアダルトゲーム。及び、それを原作としたアダルトアニメや漫画。公式サイトにおけるキャッチコピーは「勝ってもH。負けてもH。」。

## 概要
同じアリスソフト作品の『超昂天使エスカレイヤー』の流れを汲んでおり、「戦うヒロインとエッチすることでパワーを与える」「ヒロインが負けると敵に陵辱される」などの共通項がある。
ゲームは1日単位で進行する。1日は「午前」「会話」「午後」「夜間」「一日行動清算」の各パートに分かれており、各ヒロイン達を龍輪功（Hコマンド）や特訓などで強化しながら、町で暴れる怪忍の撃破や町に出現する敵の拠点（城）の破壊などを行い、治安を維持しながらシナリオを進めていく。

## ストーリー
十宝学園に通うごく普通の少年戦部タカマルは、同じアパートに住む少女、四方堂ナリカたちと穏やかな日々を過ごしていた。ところが、優しい雰囲気の美少女鷹守ハルカが学園に転入したとき、タカマルの運命は一転する。
夜道を歩いていたタカマルとナリカは、ノロイ党という謎の集団に襲われる。二人は窮地に陥るが、そこにくノ一装束をまとったハルカが颯爽と登場する。ハルカはノロイ党と戦う上弦衆に所属する正義の閃忍であり、実はタカマルがその頭領であるという事実を告げる。さらに衝撃的なことに、タカマルは龍輪功すなわち性行為によって龍輪功に淫力という強い力を与える力を持っていた。
ハルカに迫られて彼女とセックスを行うタカマル。清楚な見た目どおり彼女は処女だった。恥ずかしそうに立ち上がったハルカは、淫力をつかって敵の忍者の大蛇丸たちを撃退する。
ノロイ党は世界を支配して恐怖による平和を実現しようとする組織だった。ハルカは先輩の閃忍スバルとともにノロイ党の幹部たちと戦っていたのだが、敵の鋼一刀のまえに敗北。ハルカの身代わりとなったスバルが捕らえられてしまったことハルカは語る。そして、ノロイ党の目標は、タカマルの力を用いて邪悪な存在「ノロイ」を復活させることだった。ハルカや閃忍となったナリカとともにノロイ党と戦うことを決意するタカマル。
その一方で敵の本拠地である無限城に監禁されたスバルは、媚薬を飲まされたうえ、怪人たちの慰み者となり、膣内射精を含む激しい凌辱を受ける屈辱の日々を過ごしていた。さらにナリカの父親達もノロイ党の捕虜となってしまう。
そして街に、ノロイ党の拠点となる「四道城青龍」が出現した。青龍に乗り込んだハルカとナリカは大蛇丸を倒したそのとき、スバルが現れ外法印という重要な武器を奪って逃亡する。スバルの裏切りに動揺するハルカ。ハルカはスバルが裏切ったことを信じられず、確かめに行くが敗北。テレビカメラが回っている路上でスバルに性的暴行を受け、さらに一時的にふたなりとなっていたスバルに膣内射精をされ、触手に責められる。ハルカが凌辱される姿は全国にテレビ中継され、人々はノロイ党に恐怖した。
しかし、ナリカたちも反撃に出て「四道城白虎」に乗り込んでスバルを倒すことに成功する。実は「桔梗太夫」というノロイ党の幹部が、スバルの腕として寄生し彼女を操っていたことがわかり、「四道城朱雀」に逃れた桔梗太夫を倒し、凌辱から解放されたスバルも回復し、仲間となった。
ハルカたちは順調に敵を倒していくが、敵の大幹部、鋼一刀が現れる。鋼一刀に挑んたハルカたちはあえなく返り討ちにあう。負けた彼女たちを待っていたのは、城内にいる鬼たちによる輪姦だった。ハルカ、ナリカ、スバルは激しく犯され絶望しかけるが、なんとか脱出し、再戦を期する。そしてタカマルの父にして先代の頭領の鷲一の助けを得て、ついに鋼一刀を打ち破る。その後、タカマルは、ハルカとナリカのどちらか嫁にする気はないかと尋ねられる（ルート分岐）。
ハルカ （純愛）ルート
ハルカに告白して、彼女を結婚相手として選ぶ。そして、ノロイ党の党首である骸居炎斎を倒すが、ついにノロイが完全復活してしまう。タカマルの力でハルカは強大な力を有する超昂閃忍へと変身。炎斎の絶望を取り込んだノロイとの最終決戦を行う。数年後、学園を卒業した二人のあいだには女の子が生まれていた。
ハルカ （鬼畜）ルート
タカマルはハルカを婚約者として選ぶが、頭の中に黒い声が聞こえるようになっていた。実はノロイに取り憑かれていたタカマルは、頭領としての権力を用いてハルカたちを奴隷にしようと考え、大勢の人間にハルカを犯させる。傷心のハルカは敵の炎斎を一度は倒すものの、ノロイは復活してしまう。ノロイの力を得た炎斎は、スバルを倒して慰み者とした後に殺害。半年後にはナリカもまた犯され敗れてしまう。ハルカのみがぼろぼろになりながらも戦うものの、敗北が続く。上弦衆に不満をもつようになった民衆は、ハルカが負けるたびに彼女を犯すようになる。そして、タカマルは完全にノロイと一体化し、ノロイ党の側についてしまう。タカマルは、ハルカを倒すたびに殺さずにレイプすることを続けた。ハルカは妊娠してしまうが、戦いをやめるわけにもいかず、タカマルと戦い続けることとなる。
ナリカ （純愛）ルート
タカマルはナリカと愛しあうようになる。超昂閃忍となったナリカたちは、炎斎およびノロイを倒し、平和が訪れる。やがて二人は結婚した。
ナリカ （鬼畜）ルート
ナリカと婚約するものの、彼女を奴隷にしようと考え、大勢の男に犯させる。やがてノロイと一体化したタカマルは、ナリカについてくるように言う。ハルカと違い、ナリカは邪悪な存在となったタカマルにそれでもついていく。半年後、タカマルはスバルを殺害。ナリカに負けたハルカは監禁されて怪人たちに犯される日々を送ることとなる。タカマルは人々を虐殺し続けるが、それでもナリカは彼のそばにいつづけようとするのだった。
スバルルート
タカマルはハルカもナリカも婚約者として選ばず、スバルのことが好きだと告白する。スバルも告白を受け入れる。その夜、自室で自慰にふけるスバルの姿を見てしまうタカマル。スバルは監禁されて凌辱されていた悪夢を忘れられず、身体の疼きが止まらないことを泣きながら告げる。そんな彼女を愛おしく思ったタカマルは抱きしめて慰めた。その後、城に乗り込んだスバルたちは炎斎を倒すものの、スバルに呪いがかけられていたことが発覚。スバルを器としてノロイが復活してしまう。さらにハルカとナリカは戦いに敗れ、人質として監禁される。二人のためにノロイのもとへ向かったタカマルは、ノロイが自分に乗り移ろうとしたそのとき、あらかじめ体に仕掛けた罠にノロイをはめ、正気に戻ったスバルにノロイを倒してもらった。その半年後、タカマルとスバルは新婚旅行に出かけていた。
ハーレムルート
タカマルはハルカもナリカもスバルも好きなので、一人を選ぶことができないという。すると、過去の頭領は何人か妻を娶っていた事例を引き合いに出し、周囲は三人全員がタカマルの妻となることを認めた。ハルカ（あるいはナリカ）が超昂閃忍となり、ノロイたちを倒した後、三人の少女はタカマルの気持ちを受け入れて新婚生活をスタートすることとなる。

## 登場人物

### 上弦衆
戦部 鷹丸（いくさべ たかまる）
声：ほうでん亭ブリスケ（OVA版のみ）
主人公。「龍輪功」と呼ばれる儀式（実際はただのセックス）によって、相手に「淫力」と呼ばれる超能力を与えることができる。
忍者集団「上弦衆」の23代目頭領。
鷹守 ハルカ（たかもり - ）
声：風音
メインヒロインの1人。ノロイを追って過去からやってきた上弦衆の閃忍。後ろを一まとめにした長めの茶髪と青い瞳、黄色のくのいち装束がトレードマーク。
現代においてはタカマルの通う十宝学園に学生として転入し、彼のボディーガードをしつつ現代社会の見聞を広めている。なお、学年はタカマルと同じだが、実年齢は彼より2歳年上。タカマルのことを「タカマル様」と呼び、慕っている。
通常よりも短い期間で上弦衆の上級戦闘員「閃忍」となる資格を得るなど才能に優れているが、過去の時代で当時の頭領に貞操を捧げることに踏み切れなかったため、現代にやってきた時点では閃忍として不完全な状態である。
本名は「はる」。幼少時に両親に奴隷として売り飛ばされたものの、彼女を買った奴隷商人が事故死して途方に暮れていたところを当時の上弦衆の頭領に保護されて部下となった経緯がある。
身長：165cm、B：88cm/W：62cm/H：90cm、武器：タケミカヅチ（クナイ）
四方堂 成香（）
声：青葉りんご
メインヒロインの1人。タカマルより3歳年下。ピンク色のツインテール、赤い忍者装束を着ている。
武術を嗜む普通の女学生だが、実は上弦衆の一員であり、父親は武術の大家にしてタカマルの師匠。後に閃忍として戦うことになる。タカマルのことは憎からず思っているが、素直になれずツンデレな所がある。タカマルからは自身の恋愛を邪魔されることが多いため「フラグクラッシャー」と呼ばれている。また気丈に振る舞っているが芯が脆い一面があり、追いつめられるといわゆるヤンデレになることも。ハルカに対しては普段は気さくに付き合っているものの、発育面や性格面でコンプレックスを抱いている。
公式サイトやビジュアルファンブックなどでは氏名の表記は「四方堂 ナリカ」と表記されている。
身長：153cm、B：78cm/W：56cm/H：83cm、武器：ペロ（蛇咬）
スバル
声：かわしまりの
メインヒロインの1人。髪は紫色のロングヘア。過去の上弦衆の閃忍で、ハルカの先輩。当時の頭領との龍輪功の儀式により高い戦闘力を持っていたが、ノロイ党の時渡りを阻止すべく一刀と対峙した際に右腕を切り落とされて敗北した。
敗北後はノロイ党に捕虜として捕らわれ、激しい凌辱を受ける日々を送る。その後、洗脳されて一時的にふたなりとなった状態でハルカを強姦した。
救出後は上弦衆の科学力により義手を付けるが、淫力を消耗してしまうため、戦闘時には外している。
身長：176cm、B：91cm/W：60cm/H：89cm、武器：雹（刀）
黒鉄 アキラ（）
声：一ノ瀬リコ
タカマルの通う学校の校医の女性。実は上弦衆の一員で、ハルカ達を戦術面でサポートする。咥えタバコがトレードマーク。元は閃忍であり、22代目頭領・戦部　鷲一（タカマルの父親）の部下でもあった。鷲一に想いを寄せていたが、鷲一はその時点で既に結婚しており、身を引いた過去がある。
四方堂 清玄（）
声：巌秋蝉
ナリカの父親で、タカマルやナリカの武術の師匠。タカマルの住むアパートの大家でもある。実は上弦衆の大家。
スズモリ
声：風音
上弦衆の通信オペレーターなどを担当している優秀な少年。メガネがトレードマークの真面目でおとなしい。
戦部 鷲一（いくさべ しゅういち）
タカマルの父親で忍者集団「上弦衆」22代目頭領。若い頃は閃忍・黒鉄アキラと共に闘っていた。気さくな性格だが実力は本物で、ハルカたち閃忍が本気を出して挑んでも余裕で勝てるほど。タカマルには「出張」と言っていたが、現在上弦衆の本家で日々活動をしている。
ペロ
ナリカに付き従っている有翼の蛇で正体は様々な姿に変形する「蛇咬」と呼ばれる生物兵器
上弦衆忍者
閃忍ほど力はなく、サポートに徹している。

### ノロイ党器
骸居 炎斎（むくろい えんさい）
声：加能永次郎
ノロイ党の党首で、四道封者の黒門天。盲目の両眼からは常に血涙が流れ、胴体には太刀が突き刺さったままになっている。
元々は名立たる絵師であったが、その才能を妬んだ別の絵師による策略で妻子を殺害されたばかりか自身も両目を潰され、この世に絶望した時、偶然にも初代上弦衆頭領と超昂閃忍に敗れたノロイと出会い、恐怖によって世に安寧をもたらすという「天壌無窮」なる思想を唱え、ノロイ党を興した。また、その時に「永遠の誓い」として自身の胴体に太刀を突き刺し、そのままにしている。
鋼 一刀（はがね いっとう）
声：滝沢アツヤ
ノロイ党の幹部で、四道封者の白門天。ノロイ党内での立場は副党首であるが、戦闘能力では最強とされる。
「一刀」と名乗っているのは、自らを理想に殉じる一振りの刃と自負しているため。
真の正体は、はる＝ハルカの実兄・「周平」。はるが奴隷として売られた事を知って両親に失望し、はるを捜すため家を飛び出して剣術使いに出会い、共に旅をしながら剣の修行をしていた。しかし、天武の才を開花させた周平を妬んだ師に殺されそうになって逆に師を剣技により殺害。人の根底にある醜い本性を垣間見て絶望したところを炎斎と出会い、ノロイ党の思想「天壌無窮」に協力する事にした。
作中終盤でお互い兄妹だと確信し、ハルカと時を越えた再会を果たす。
桔梗太夫（ききょうだゆう）
声：飯田空
ノロイ党の美女幹部で、四道封者の紅門天。過去の時代でハルカに打ち倒されるが、炎斎に不死者の肉体を与えられ、現代に復活した。極端なエゴイストだが、一度死を経験したことで生きることへの欲求がより強くなり、それが彼女に力を与えている。様々な妖術の使い手で、騙し討ちなどの卑劣な戦法を好む。
大蛇丸（おろちまる）
声：ヘルシー太郎
ノロイ党の幹部で、四道封者の青門天。四道封者の中では新参。性格は獰猛で、好戦的。正義を掲げるものを憎んでいるが、桔梗太夫とは逆に騙し討ちなどの卑怯な戦法を嫌う武人肌な男。「自在鎌」と呼ばれる特殊な鎖鎌が武器。
元々は孤児で、生き抜くために盗賊をしていたが、失敗して四肢を潰され、餓死寸前でこの世に絶望した時に炎斎と出会い、「天壌無窮」に協力することにした
作中で裏切りに遭い、瀕死の重傷を負うもハルカ達の看病により一命を取り戻す。己の境遇を哀れんでくれたハルカ達とやがて意気投合し、共闘することとなる。

### 怪忍
ノロイ党の中でも、四道封者に次ぐ実力を持った戦士。怪忍へと変化した過程から、「鬼門」（人間がノロイの力を得て成ったもの）、「霊門」（死者の魂から成ったもの）、「妖門」（人間以外の生物や器物から成ったもの）の3系統に分かれる。
鬼門裁士 業岡一全（）
声：西松和彦
時代劇の奉行のような怪忍。マナーを守らない者を捕まえ、「業岡裁き」と称する過剰な罰を与えては自己満足に浸る、厄介者。罪の重さを「ゴーオカ」という独自の単位で表現する。ハルカが敗北すると、「つらぬきの刑」と称して彼女を専用の台に拘束して男たちに陰部と口を犯させた。
鬼門医士 修羅牙幻内（）
声：荒木幸男
白衣姿に銃を携える、武装した医者のような姿の怪忍。生命の真理を知ることに異様な執着を持っており、どんな病でも治療するという触れ込みで人を集めては、その対価として危険な実験の被験体になることを強要する。
鬼門法士 ふんばり入道（-にゅうどう）
声：縦縞虎太郎
便器型のプロテクターが印象的な怪忍。人は自然のままの姿こそが最も美しいという独自のポリシーを持ち、その理念の証明として生まれてから一度も風呂に入ったことが無く、常に悪臭を放っている。香水などで人間本来の自然な香りを偽ろうとする者には制裁として、彼が長年培ってきた強烈な「ふれぐらんす」をお見舞いする。一人称は「拙僧」。また、自らを「ネイチャー坊主」と呼称する。

鬼門転士 自在也（じざいや）
声：越雪光
上下逆さまにしても顔に見える、騙し絵のような仮面を被った忍者姿の怪忍。人間の感覚を反転させる術で、世の平安を乱そうとする。この術を受けた者は熱い物を冷たく、冷たい物を熱く感じるようになってしまう。ビジュアルファンブックではジザイヤがカタカナ表記になっている箇所がある。
鬼門術姫 ミナヅキ（）
声：北都南
女尊男卑の思想を掲げる、巫女姿の女性怪忍。元は現代の少女だったが、ノロイの力を受けて怪忍となった。法を逸脱する者、特にセクハラを行う男に過剰な成敗を行う。ただ、根が生真面目なため、悪人でありながら規律にうるさい一面を持つ。ノロイにとりつかれたタカマルに捕らえられると、触手によって凌辱されることとなる。
鬼門幻姫 アルメール（）
声：桜川未央
魔法のステッキを持つ、魔法少女のような姿をした怪忍。炎斎は魔法王国の女王の使者で、自分のことを女王の力を与えられた魔法少女と信じ込んでいるが、ノロイに力を与えられた怪忍である。走行中の自動車を中に浮かせてレースゲーム感覚で操ったり、ビルを浮かせてパズルゲーム感覚で操ったりといった危険な遊びで、人々を恐怖に陥れる。
霊門惨将 ラオ将軍（-しょうぐん）
声：馬並硬太
軍服を着た鬼軍曹のような怪忍。社会のルールを守らない者に、手にした鞭で制裁を加える。一見だけでは悪人らしからぬ行動に見えるが、これはあくまでもノロイ党の目的「恐怖によって世の中を正しき方向へ浄化すること」の理念を体現した行動である。
霊門破将 オヅヌ
声：後野祭
ノロイ党の拷問担当官として、捕虜の拷問を取り仕切る怪忍。一刀に敗れて捕虜となったスバルの拷問も担当していた。
霊門恐将 蟇神六五郎（ひきがみむつごろう）
ヘビのような異形を纏った怪忍。動物や昆虫に強い愛情を持っており、それらを虐げる者は罰として、その身体に纏わせた蛇のような化け物の餌にする。
妖門玉異 獄太郎狸（）
声：胸方腎
タヌキ怪忍。食べると精力が極限まで高まり、性欲が抑えきれなくなる特製の焼肉（何の肉かは不明。七輪で焼く）を気の弱そうな人間に振る舞い、性欲過剰な危険人物を増やして世の平安を乱そうと画策する。獄太郎狸自身も精力絶倫で、それを象徴する巨大な睾丸を持つ。笑い声は「どひゅひゅひゅひゅ」。
妖門操異 ルリー、ジョー（）
声：みる、風見健
少女型のマリオネット「ルリー」と、それを操る「ジョー」のコンビ。他人を自由に操れる不思議な糸を売り歩き、世の平安を乱そうとする。
妖門胞異 茸群道人（）
声：ルネッサンス山田
キノコ怪忍。キノコ達の声の代弁者で、キノコを粗末に扱う者はその苗床にし、その怒りを思い知らせる。語尾は「でさぁ」。
妖門機異 ムサシキャリバー
車輪の付いた城から刀が突き出したような姿の、からくり怪忍。元はノロイ党の下級怪忍・おゆいが作ったからくりだったが、炎斎によってノロイの力を与えられ、高い戦闘力を誇る怪忍として生まれ変わった。ただ、他の怪忍のような自我を持っておらず、基本的にはムサシキャリバーの上に乗ったおゆいが、コントローラーで操作している。
妖門豹異 ソウカク
声：深井晴花
猫耳、尻尾、グラマラスな肉体を持つ女性怪忍。動物達を虐待する者には強い憎悪の下、社会生活を送る上で必要な記憶を消去する術を掛けて帰る場所の無い動物達と同じ状況に追い込み、制裁する。ただ、彼女が救済する対象はネコなどの獣に限定されるらしく、日本の「ほげー」を批判し牛肉食を推奨する「反ほげー団体」は敵と見なし、攻撃を行っている。外観は人間だが、「妖門」の名前が示すとおり、正体は人ではない。

### その他
ゲニン
戦闘員。「ヌンジャ」としか喋れない。
上位種に「チュウニン」「ジョウニン」がおり、またそれぞれ通常版以外に「破」「幸」「隠」「護」という亜種がいる。
ジュカ
ノロイの直属で能力は怪忍並みに高い。
上弦衆
正式名称は「想破上弦衆」（ソウハジョウゲンシュウ）で、初代“龍の者”と1人のくノ一を開祖とする忍者集団。
あまりにも強い戦闘力を持っていたため、どこの主君の元にも付かず、時の頭領が時勢を見て誰に手を貸すかの判断をしており、日本の歴史の裏舞台で暗躍していた。
過去において、化生やノロイを一旦は追い詰めるが、未来へと取り逃してしまう。そのため、ハルカを「時渡りの術」（いわゆるタイムスリップ）で現在へ送り、ノロイが辿り着いた時代にて復活する前にノロイを討つことを目指しながら、永い年月を掛けて頭領を保護し、戦闘力や組織力を高めていた。
現在では、ナリカの実家の地下に科学と忍術の結晶である「作戦司令部」が建築されており、ノロイ党の監視やハルカ達閃忍のサポートを行っている。
閃忍
上弦衆のくノ一で、頭領（男）より「龍輪功」と呼ばれる儀式で「淫力」なる超能力を得ることにより、様々な能力を使う女性の総称。閃忍となるには頭領に操を捧げなければならず、お互いの相性で淫力も比例する。
なお、淫力により忍装束も粒子レベルで瞬時に身に纏う。
超昂閃忍
「閃忍を超える閃忍」と伝えられ、閃忍を凌駕した存在であり、初代頭領に仕えたくノ一が超昂閃忍になりノロイを討ったと言われている。第一条件として頭領が「荒行」に挑む必要があるため、過去に頭領が試みようとするも失敗し、最悪廃人になったとも言われている。
龍の者
代々「龍輪功」で閃忍に「淫力」を与えることの出来る、上弦衆の頭領を指す。初代頭領からの血筋でしか、この力を持っていない。
ノロイ
ノロイ党が崇める邪神。過去に上弦衆初代頭領と超昂閃忍に討たれた。ノロイ党の力により現代へ渡り、復活しようとしている。
ノロイ党
「天壌無窮」を掲げて、ノロイの力を持って人の世を壊し、恐怖による平穏の世を作ろうと志し、党首・骸居炎斎が興した戦闘集団。主にこの世に失望した者や、非業の最期を遂げた者たちにより構成され、時渡りの術で太平の世で人口の多い現代へと渡り、党員を増やしつつノロイの復活を目論んだ。

## 主題歌（ゲーム版）
「風のように 炎のように」
作詞：HIRO / 作曲・編曲：Shade / 歌：UR@N

## アダルトアニメ版
第1巻（双龍輪）が2009年8月25日にPlatinum Milkyより発売された。30分。

### スタッフ
- 原作 - アリスソフト
- 監督 - 則座誠
- キャラクターデザイン - 山本佐和子
- プロデューサー - 村上幸太郎
- 製作・発売 - Milky
- 販売  - 株式会社ミルキーズピクチャーズ

### 各巻リスト
| 収録巻 | 話数 | サブタイトル   | 脚本               | 絵コンテ | 演出   | 作画監督   | 美術監督 | 発売日        |
| ------ | ---- | -------------- | ------------------ | -------- | ------ | ---------- | -------- | ------------- |
| 第1巻  | 壱   | 双龍輪         | ももいおさむ       | 巴里     | 則座誠 | 山本佐和子 | hidehide | 2009年8月25日 |
| 第2巻  | 弐   | 龍の者         | ももいおさむ       | 巴里     | 則座誠 | 山本佐和子 | hidehide | 2010年2月25日 |
| 第3巻  | 参   | いにしえの閃忍 | はとやまくらいしす | 巴里     | 則座誠 | 山本佐和子 | hidehide | 2010年9月17日 |

## 漫画版
ぽんこつわーくすの作画で、『電撃G's Festival! COMIC』（KADOKAWA アスキー・メディアワークス）で連載され、同誌休刊後は『電撃G'sコミック』（同）にて連載された。同じ原作・連載誌の「戦国ランス」同様、性描写がある一方で雑誌・単行本ともにアダルト指定ではない。

## 関連商品

### 書籍
- 超昂閃忍ハルカビジュアルファンブック（2008年7月にエンターブレインより発売）ISBN 978-4-75774-365-6

### 漫画
一般向け
- 超昂閃忍ハルカコミックアンソロジー（一迅社）
  - Vol.1（2008年5月発売）ISBN 978-4-7580-0442-8
  - Vol.2（2008年7月発売）ISBN 978-4-7580-0454-1
  - Vol.3（2008年10月発売）ISBN 978-4-7580-0465-7

- 超昂閃忍ハルカ（KADOKAWA アスキー・メディアワークスブランドカンパニー） ぽんこつわーくす・著
  - Vol.1（2013年10月発売）ISBN 978-4-04-866060-0
  - Vol.2（2014年10月発売）ISBN 978-4048669559
  - Vol.3（2015年12月発売）ISBN 978-4048656436
  - Vol.4（2016年9月発売）ISBN 978-4048923859

成人向け
- 超昂閃忍ハルカアンソロジーコミックEX（2008年5月にオークスより発売）ISBN 978-4-86105-562-1
- 超昂閃忍ハルカ 刃の巻（2009年10月にキルタイムコミュニケーションより発売）MISS BLACK・著 ISBN 978-4-86032-824-5
- 超昂閃忍ハルカ 心の巻（2011年12月にキルタイムコミュニケーションより発売）MISS BLACK・著 ISBN 978-4-79920-176-3

### 小説
※特記のない作品は非成年指定である。
二次元ドリームノベルズ版（キルタイムコミュニケーション）※18禁
- 超昂閃忍ハルカ 堕ちたる上弦 淫辱の刃（2008年9月発行）黒井弘騎・著/桐島サトシ・画 ISBN 978-4-86032-631-9
- 超昂閃忍ハルカ スバル虜囚魔辱編（2009年12月発行）蒼井村正・著/桐島サトシ・画 ISBN 978-4-86032-845-0

ハーヴェストノベルズ版（ハーヴェスト出版）
- 超昂閃忍ハルカ ハルカ編（2008年11月発行）深町薫・著/ベンジャミン・画 ISBN 978-4-434-12119-7
- 超昂閃忍ハルカ ナリカ編（2009年1月発行）深町薫・著/ベンジャミン・画 ISBN 978-4-434-12466-2
- 超昂閃忍ハルカ スバル編（2009年2月発行）深町薫・著/ベンジャミン・画 ISBN 978-4-434-12776-2
- 超昂閃忍ハルカ外伝 大蛇丸血風録（2009年3月発行）なす・著/ながの〜ん・画 ISBN 978-4-434-12865-3
- 超昂閃忍ハルカ ノロイ死闘の巻（2010年2月発行）深町薫・著/Maruto!・画 ※18禁 ISBN 978-4-434-13904-8

### カードゲーム
Lycee
シルバーブリッツのトレーディングカードゲーム、Lyceeに参戦している。収録エキスパンションは、Alicesoft5.0など。